# East Fife F.C.
East Fife Football Club (znany jako The Fife lub The Fifers) – szkocki klub piłkarski założony w 1903 roku w mieście Methil, występujący w Scottish League One.
East Fife utworzony w 1903 może pochwalić się wybitnymi osiągnięciami na arenie szkockiej piłki nożnej gdyż jako jedyny zdobył 3-krotnie Puchar Ligi Szkockiej i Puchar Szkocji nie będąc w "Premier League Team" przed rozbudowaniem Szkockiej Ligi (dawniej za kluby profesjonalne uważano kluby grające w ekstraklasie i I lidze, resztę klubów uważano za "amatorskie"). 

## Historia
Lokalne władze w styczniu 1903 r. zażądały utworzenia lokalnego klubu piłkarskiego dla mieszkańców miasta Methil, rezultatem czego było utworzenie klubu East Fife F.C.. Po spędzeniu pierwszego sezonu w "Fife League" (rodzaj ligi okręgowej) klub awansował do Eastern League a następnie do Northern League gdzie grał przeciwko takim zespołom jak: Dunfermline Athletic i St. Johnstone. W czasie I wojny światowej rozgrywki piłkarskie zostały zawieszone na czas nieokreślony. 
Po wznowieniu rozgrywek zespół nie odnosił żadnych sukcesów na arenie krajowej aż do roku 1938 kiedy po raz pierwszy w historii zdobywa Puchar Szkocji. Następnie na przeszkodzie dla klubu znów staje konflikt zbrojny i do 1946 rozgrywki są zawieszone. Dwa lata po wznowieniu ligi East Fife odnotowuje znakomity sezon, zakończony awansem do ekstraklasy Szkockiej oraz zdobywa Puchar Ligi Szkockiej; puchar ten zdobywa jeszcze w latach 1949/1950, 1953/1954. Późniejsze lata to powolny upadek klubu, który do dziś nic poważnego nie osiągnął. 

## Sukcesy
- Puchar Szkocji: (1): 1937/1938
- Scottish Second Division: (1): 1947/1948
- Puchar Ligi Szkockiej 1947/1948, 1949/1950, 1953/1954
- Scottish Third Division: (1): 2007/2008